# 10969 Perryman
A 10969 Perryman (ideiglenes jelöléssel 4827 T-1) a Naprendszer kisbolygóövében található aszteroida. Cornelis Johannes van Houten,  Ingrid van Houten-Groeneveld és Tom Gehrels fedezte fel 1971. május 13-án.